# Маслачков Юрій Миколайович
Юрій Миколайович Маслачко́в (5 жовтня 1939, Дніпропетровськ, нині Дніпро) — спортивний тренер, заслужений тренер України, президент Федерації каное України.
З травня 1998 — начальник відділу водних і прикладних видів спорту.
4 вересня 2008 нагороджений орденом «За заслуги» III ступеня.
Написав слова до пісні «Ода Національного олімпійського комітету України» (музика: Микола Сікора).